# Riigikogu
Riigikogu este denumirea parlamentului unicameral al Estoniei. Primele alegeri pentru Riigikogu au avut loc în 1920, la scurt timp după ce statul eston a devenit independent. 
Între 1920 și 1938 au avut loc cinci scrutinuri parlamentare. În 1991, când Estonia și-a redobândit indepedența, au fost ținute alegeri legislative pentru Riigikogu. Conform constituției din 1992, legislativul are 101 de membri și este ales prin reprezentare proporțională prin listă de partid, cu unele modificări.

## Vezi și
- Ene Ergma